# 山手線内回り〜愛の迷路〜
「山手線内回り〜愛の迷路〜」（やまのてせんうちまわり〜あいのめいろ〜）は、男性アイドルデュオ・タッキー&翼の楽曲で、2015年9月23日にavex traxから発売された16枚目のシングル。

## 概要
前作「抱夏-ダキナツ-」から約1年1ヶ月ぶりのシングル。
山手線盤、時間旅行盤、通常盤、タキツバSHOP盤の4形態でのリリース。
表題曲は、2011年に発売されたアルバム『TRIP & TREASURE』に収録された「山手線外回り feat. GUSSAN」に続く"山手線ソング"第2弾であり、中川礼二（中川家）が車掌役として参加した(ただしタッキー&翼 feat. GUSSAN名義で発表された「山手線外回り」とは異なりタッキー&翼 feat.中川礼二名義での発表とはならなかった)。また、カップリングの「時間旅行Second!」も同アルバムに収録の「時間旅行」の続編である。
振付は西田一生（西田プロジェクト）が担当。
このシングルの発売から約3年後の2018年9月13日でタッキー&翼は解散を発表したため、本作はラストシングルとなった。よって、「山手線内回り〜愛の迷路〜」はラストベストアルバム「Thanks Two you」に収録され、幕を閉じることとなった。

## 収録曲

### 山手線盤
CD
1. 山手線内回り〜愛の迷路〜 [5:12]
作詞・作曲・編曲：日比野裕史
2. 時間旅行Second! [4:43]
作詞・作曲：林田健司、編曲：CHOKKAKU

DVD
- 山手線内回り〜愛の迷路〜 Music Video

### 時間旅行盤
CD
1. 山手線内回り〜愛の迷路〜
2. 時間旅行Second!

DVD
- 時間旅行Second! Music Video

### 通常盤
1. 山手線内回り〜愛の迷路〜
2. 時間旅行Second!
3. ユメイログラフィティ [3:36]
作詞：國土佳音、作曲・編曲：小山寿
4. 山手線外回りMonster Rion Remix [3:42]
リミックス：Monster Rion

### タキツバSHOP盤
CD
1. 山手線内回り〜愛の迷路〜
2. 時間旅行Second!

DVD
- MUSIC VIDEO Making&ふたり旅導入編